# Oberthereser Maintal
Das Oberthereser Maintal (auch Obertheres-Schonunger Maintal) ist eine kleinteilige naturräumliche Einheit (5. Ordnung) mit der Ordnungsnummer 137.21 auf dem Gebiet der unterfränkischen Gemeinden Gädheim, Grettstadt, Theres und Schonungen.

## Lage
Das Oberthereser Maintal (137.21) bildet eine Untereinheit innerhalb der Haupteinheit Haßfurter Maintal (137.2). Sie ist Teil des Steigerwaldvorlandes (137) und damit ein Naturraum in der Haupteinheitengruppe der Mainfränkischen Platten. Im Norden schließt sich das Hesselbacher Waldland (139) mit dem Naturraum Südliches Hesselbacher Waldland (139.0) an. Im Nordosten ragt das Südliche Grabfeld (1381) bis an das Maintal heran. Westlich schließt sich das ebenfalls zum Haßfurter Maintal zählende Augsfelder Maintal (137.20) an. Im Süden sind ebenfalls Naturräume des Steigerwaldvorlandes zu finden, so das Donnersdorfer Steigerwaldvorland (137.15) und die Herlheimer Mulde (137.14) als Teile des Iphofen-Gerolzhofener Steigerwaldvorland (137.1). Der Westen wird vom Schweinfurter Becken (136) eingenommen.
Karl-Albert Habbe schlug in einem Aufsatz zu Beginn des 21. Jahrhunderts vor, das Gebiet in Obertheres-Schonunger Maintal umzubenennen. Hiermit soll der langgestreckte Charakter des Naturraums unterstrichen werden. Diese Umbenennung hat keinerlei Auswirkung auf die reale Ausdehnung des Areals.
Der Naturraum zieht sich entlang des westlichen Abschnitts des Obermains und endet am Übergang zum Maindreieck. Hier stoßen die beiden unterfränkischen Landkreise Haßberge und Schweinfurt aufeinander. Der Main selbst bildet hier eine wichtige Verkehrsverbindung. Daneben orientieren sich auch die übrigen Wegverbindungen entlang des Flusses. Die Bundesautobahn 70 begleitet den Main ab der Höhe von Gädheim. Außerdem wurde die Bahnstrecke Bamberg–Rottendorf in unmittelbarer Flussnähe angelegt. Regional bedeutsam ist außerdem die Staatsstraße 2274.

## Landschaftscharakteristik
Das Oberthereser Maintal weist eine große Ähnlichkeit zum weiter östlich gelegenen Augsfelder Maintal auf. Das Tal des Mains ist allerdings durch die Einwirkung des Hesselbacher Waldlandes insbesondere auf der Nordseite wesentlich schmaler. Abschnittsweise erhebt sich die charakteristische Lettenkeuper-Umrahmung nur 40 Meter über die Talsohle. Das Areal wird von mehreren Main-Mäandern geprägt, wobei sich in den höher gelegenen Arealen oberhalb des Flusses Flutlehme ablagern konnten. Diese Gebiete werden ackerbaulich genutzt. 
Der Muschelkalk der Nordseite steigt über Solifluktionsdecken an und erreicht die Übergangsterrassen auf einer Höhe von 280 bis 300 Metern. Bei Theres-Buch schließt das Hesselbacher Waldland auf 400 Metern unmittelbar an das Maintal an. Im Gebiet herrscht Ackerbau vor, wobei die verkehrliche Erschließung des Naturraums viele ursprüngliche Standorte zerstörte. Insbesondere im Westteil des Areals ist außerdem der Einfluss des Oberzentrums Schweinfurt spürbar. Um Schonungen entstanden Wohnvororte mit vielen Einfamilienhäusern. Die südlichen Abschnitte sind von Baggerseen zur Kiesgewinnung geprägt.

## Schutzgebiete
Trotz der jahrhundertealten menschlichen Inanspruchnahme haben sich noch einige naturnahe Flächen erhalten. Besonderen Schutz erfahren die Landschaftsschutzgebiete, die sich entlang des Mains aufreihen. Während das Landschaftsschutzgebiet Schutz eines Landschaftsteils im Bereich der Stadt Schweinfurt und des Landkreises Schweinfurt weitgehend im Schweinfurter Becken zu finden ist, liegt die Weyerer Bergheide mit Hangwäldern und Altwasser vollständig innerhalb des Oberthereser Maintals. 
Neben diesen Flächen wurden vor allem entlang des Flusses Biotope ausgewiesen. Größere Flächen umfasst das Maintal bei Sennfeld und Weyer, ein Fauna-Flora-Habitat. Im Oberthereser Maintal beginnt das Vogelschutzgebiet Maintal zwischen Schweinfurt und Dettelbach, dessen Schutzflächen sich bis in das namensgebende Dettelbach am Maindreieck ziehen. Die Schutzziele umfassen sowohl den Erhalt bereits bestehender Nist- und Brutplätze in Gewässernähe, wie auch die Wiederherstellung bereits verlorener Standorte.